# Guilleume

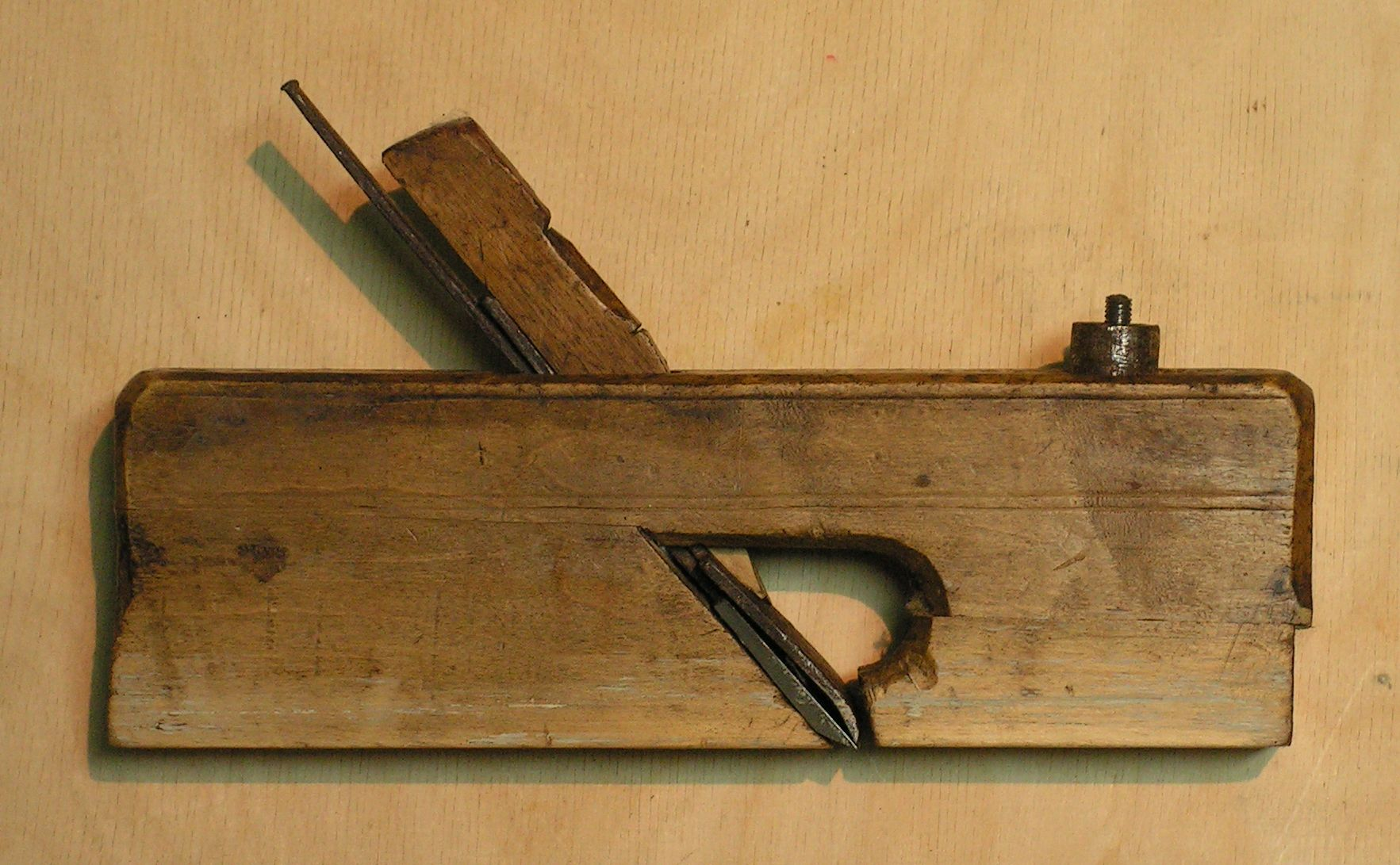
Guilleume on es veu la ganiveta de l'amplada de la caixa.

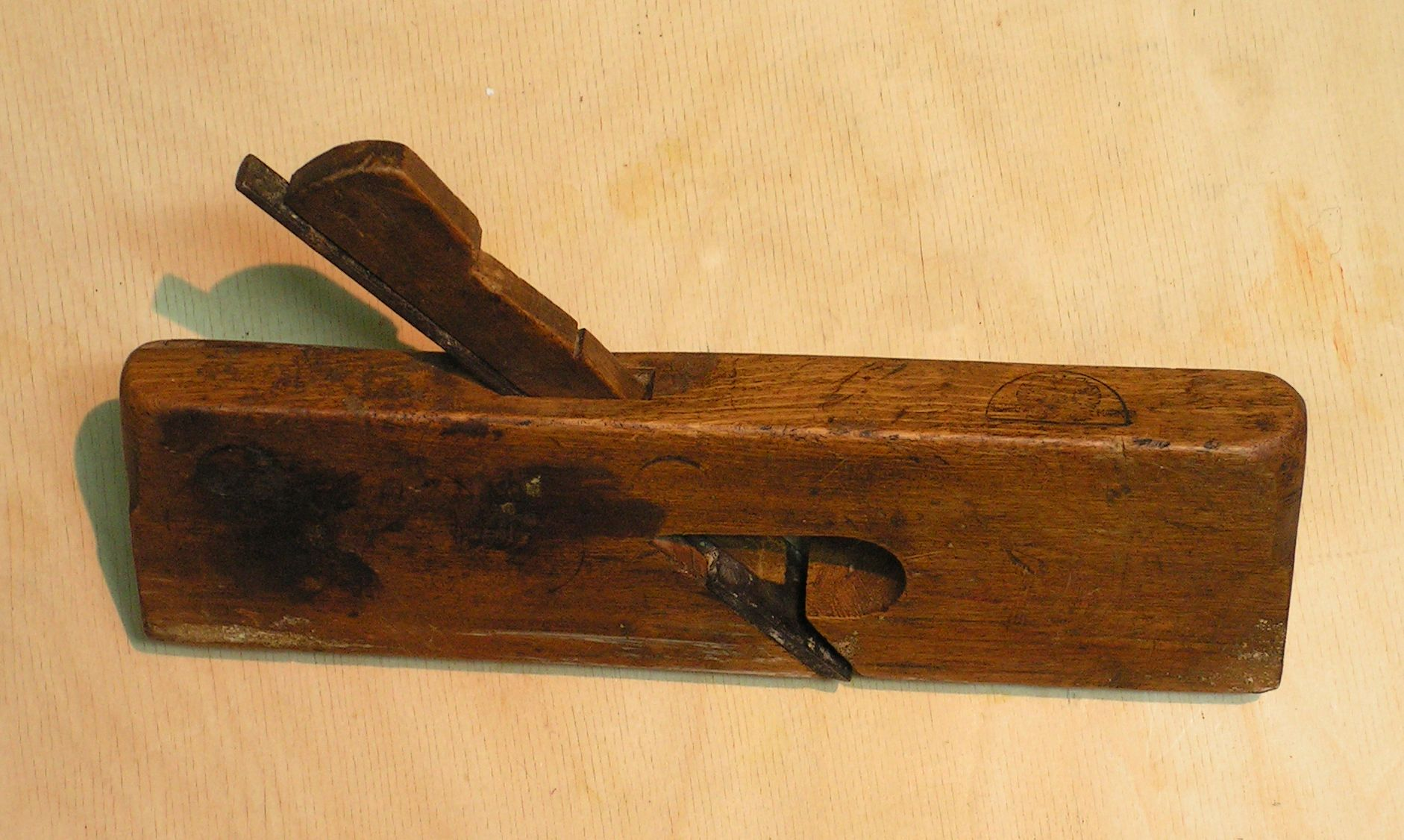
Un guilleume

Un guilleume  (del francès, guillaume) és una eina manual usada en fusteria, que serveix per ribotar i fer rebaixos, per rectificar llistons o tirants de fusta, i per igualar el fons d'un rebaix on no arriba el ribot, rebaixant-lo paral·lelament a la cara superior de la peça.

Consisteix en un ribot de fuster, que està compost per una caixa de fusta estreta i d'una longitud adequada perquè es pugui agafar amb una sola mà, que conté una fulla d'acer estreta i una falca que li serveix per a ajustar-la.
El guilleume és doncs un ribot prim i especial que té la peculiaritat que la fulla de tall és del mateix ample que la caixa de fusta que l'alberga.

## Altres guilleumes

### Per a paletes
S'utilitza una eina semblant amb la forma de l'anterior esmentada amb la caixa de secció trapezoïdal i el cantell inclinat, folrat amb una xapa de ferro que fan servir els paletes per repassar els plans de les motllures i allisar-les llevant l'excés de guix.

### Per a pedra picada
És una eina anàloga en la seva forma a la de fusters que empren els picapedrers per a poder perfeccionar algunes motllures buides tallades en les pedres. N'hi ha de moltes i diverses formes com el recte, el rodó, el de mitja canya, el recte i rodó junts, el rodó i de mitja canya junts, etc.
Totes aquestes eines estan proveïdes cap al mig o en el seu extrem d'una empunyadura que serveix per a manejar-les.

### Altres
- Guilleume de banc
- Guilleume amb suport guia
- Guilleume per vores
- Guilleume de xamfrà